# Гусельников, Леонид Фёдорович
Леонид Фёдорович Гусельников (1936—2006) — депутат Совета Союза Верховного Совета СССР 11 созыва (1984—1989) от Архангельской области.

## Биография
Работал бригадиром водителей Хайнозерского леспромхоза города Онега Архангельской области. В 1984 году избран депутатов Верховного Совета СССР от 113-го избирательного округа, против его кандидатуры было подано 103 голоса. Работал в постоянной комиссии по энергетике.

## Награды
- орден Ленина
- орден Октябрьской Революции
- орден Трудового Красного Знамени
- медаль «За доблестный труд — В ознаменование 100-летия со дня рождения В. И. Ленина»